# 大井洋一
大井 洋一（おおい よういち、8月4日 - ）は、日本の放送作家、脚本家、格闘家。東京都世田谷区出身。駒澤大学中退。日本大学芸術学部文芸学科在学中。第2代THE OUTSIDER 55-60kg級王者。

## 略歴

### 放送作家
高校時代、有名人と関わりたいという願望から深夜ラジオへネタを投稿するハガキ職人としての活動を始める。大学1年の時に放送作家になりたいと考え、渋谷公園通り劇場へ求職活動を行ったが、劇場側から募集はしていないと断られる。諦めきれない大井は友人を誘い漫才コンビを結成。劇場オーディションを経て、初めは芸人として渋谷公園通り劇場の舞台に立っていた。芸人として活動を始めて数ヶ月で渋谷公園通り劇場が閉館というタイミングになった事を機に、放送作家志望だった事を座付き作家に打ち明け、作家見習いとしての活動をスタート。その後、劇場の手伝いをしていた縁で知り合ったマッコイ斎藤から誘いを受け『極楽とんぼのとび蹴りゴッデス』の会議にネタ出しとして参加。この番組で吉本興業のマネージャーと懇意になり、ロバートやインパルスのライブの作家として活動後、ロバートやインパルスの活躍もあり、『新しい波8』や『はねるのトびら』にも作家として参加した。
その後、大井が携わっていた番組を担当していたディレクターが『笑っていいとも!』の作家として大井を誘い、鈴木おさむが番組スタッフに大井を推薦した事で『SMAP×SMAP』に参加し、この頃に大きい番組を複数担当するようになって、ようやく放送作家として食べていけると実感したと大井は後に語っている。そこから『水曜日のダウンタウン』や『チャンスの時間』、『佐久間宣行のNOBROCK TV』ほか様々な番組に参加し、ヒット番組の一端を担う。2000年代～2010年代にかけて数々の有名バラエティ番組に大井が携わってきた事から、演出家の佐久間宣行は『テレビ界最後の夢作家』と大井の事を評している。

### 脚本
オールロケコント番組『SICKS～みんながみんな、何かの病気～』でシリーズ構成、および脚本を担当した。2016年には『潜入捜査アイドル・刑事ダンス』の脚本も共同担当。

### 格闘技
中学時代にリングスを観て総合格闘技に憧れを抱くが、当時は情報も少なく、どう始めればいいかわからなかったため、近所にあったキックボクシングジムに通って趣味としてキックボクシングを始める。高校3年時にはプロのキックボクサーとして活動するまでに成長。大学時代には日本国内のランキングで6位にまで登り詰めた。しかし、試合数の少なさやファイトマネーの低さなどプロとして活動していく事に不安を感じた大井は、キックボクサーとしての道を断念し、そこで放送作家を志す事になる。BSスカパー!『BAZOOKA!!!』の企画から2012年5月13日、アマチュア総合格闘技大会「THE OUTSIDER 第21戦」ディファ有明で格闘家デビュー。高垣勇二に判定勝利。以後、戦える放送作家として「THE OUTSIDER」に参加している。大井の娘である大井すずは高校レスリング時代に2022年インターハイ女子47kg級で優勝し、2連覇を飾っているレスラーで、2025年にアマチュアながらDEEP JEWELSにて総合格闘技デビューを飾っている。また、息子の大井喜一も2024年に高校レスリングインターハイの男子グレコローマン51㎏級で優勝し、U-17日本代表に選出されるなど、最近は格闘技一家としても注目を集めている。
2016年からは女子格闘技「DEEP JEWELS」の映像制作にもかかわる。
2018年9月2日宗像ユリックスにて行われたTHE OUTSIDER第52戦でTHE OUTSIDER55-60kg級王者となる。
2022年5月22日に2度目の王座防衛を果たした直後に王座を返上した。

### タレント
2024年7月からYoutubeの番組「JOYのそれ群馬にもありますけど!!!」に演者としてレギュラー出演。大井の妻が群馬県出身で、大井は将来的に群馬への移住を検討しており、同じく群馬への移住（Uターン）を目指している群馬県出身タレントのJOYと共に、群馬県内の観光地やグルメなどの魅力を紹介するロケ番組を展開。群馬の情報を全国に発信することを目的としている。

## 担当番組
- 家、ついて行ってイイですか?（テレビ東京）
- 水曜日のダウンタウン（TBS）
- チャンスの時間（AbemaTV）
- 新しいカギ（フジテレビ）
- 呼び出し先生タナカ（フジテレビ）
- それSnow Manにやらせて下さい（TBS）
- 人間研究所 〜かわいいホモサピ大集合!!〜（中京テレビ）
- 上田ちゃんネル（テレビ朝日）
- 週刊さんまとマツコ（TBS）

## 過去に担当していた番組
- はねるのトびら（フジテレビ）
- ピカルの定理（フジテレビ）
- 極楽とんぼのとび蹴りゴッデス（テレビ朝日）
- SURESUREガレッジセール（TBS）
- キカナイト（フジテレビ）
- 神さまぁ〜ず（TBS）
- さまぁ〜ず式（TBS）
- 笑っていいとも!（フジテレビ）
- SMAP×SMAP
- HTB開局40周年記念「〜ありがとう40年〜全部たしたら10時間!ユメミル広場に大集合!!」（北海道テレビ）
- BAZOOKA!!!（BSスカパー!）[18][19]
- 全力教室（フジテレビ）
- すてきに帯らいふ（TBS）
- 青春高校3年C組（テレビ東京）
- 吉本坂46が売れるまでの全記録（テレビ東京）
- リンカーン（TBS）
- ジョンソン（TBS）

## 戦績

### プロ総合格闘技
| 総合格闘技 戦績 | 総合格闘技 戦績 | 総合格闘技 戦績 | 総合格闘技 戦績 | 総合格闘技 戦績 | 総合格闘技 戦績 | 総合格闘技 戦績 |
| --------------- | --------------- | --------------- | --------------- | --------------- | --------------- | --------------- |
| 4 試合          | (T)KO           | 一本            | 判定            | その他          | 引き分け        | 無効試合        |
| 2 勝            | 0               | 0               | 2               | 0               | 3               | 0               |
| 2 敗            | 2               | 0               | 0               | 0               | 3               | 0               |

| 勝敗 | 対戦相手 | 試合結果              | 大会名                                                   | 開催年月日    |
| ×    | 矢澤諒   | 1R 2:09 KO（パンチ）  | ISMOS 1 KITAOKA VS KOGANE                                | 2020年7月31日 |
| ○    | RYOTA    | 5分3R終了 判定3-0     | THE OUTSIDER 52 【THE OUTSIDER 55-60kg級タイトルマッチ】 | 2018年9月2日  |
| ○    | 土橋正治 | 5分2R終了 判定3-0     | THE OUTSIDER 45                                          | 2017年2月19日 |
| ×    | 朝倉海   | 1R 4:52 TKO（パンチ） | THE OUTSIDER 42 【THE OUTSIDER 55-60kg級タイトルマッチ】 | 2016年9月4日  |

### アマチュア総合格闘技
| 勝敗 | 対戦相手 | 試合結果                             | 大会名                                                   | 開催年月日     |
| ○    | RYOTA    | 1R 2:53 アームトライアングルチョーク | THE OUTSIDER 54 【THE OUTSIDER 55-60kg級タイトルマッチ】 | 2019年10月27日 |
| ○    | 三好亮太 | 1R アームロック                      | 第25回全日本アマチュア修斗選手権大会                     | 2018年10月13日 |
| ○    | JAM榎本  | 4分1R終了 判定3-0                    | 第25回全日本アマチュア修斗選手権大会                     | 2018年10月13日 |
| ×    | 小倉勇輝 | 4分1R終了 判定0-3                    | 第24回全日本アマチュア修斗選手権大会                     | 2017年9月22日  |
| ○    | 松富克彦 | 1R 2:12 肩がため                     | 第10回四国アマチュア修斗選手権大会                       | 2017年7月29日  |
| ○    | 新井亮吾 | 4分1R終了 判定3-0                    | 第10回四国アマチュア修斗選手権大会                       | 2017年7月29日  |
| ○    | 福武啓   | 4分1R終了 判定3-0                    | 第10回四国アマチュア修斗選手権大会                       | 2017年7月29日  |
| ○    | 服部錦太 | 4分1R終了 判定3-0                    | 第10回四国アマチュア修斗選手権大会                       | 2017年7月29日  |
| ○    | 高橋恭輔 | 2R 1:12 リアネイキッドチョーク       | THE OUTSIDER 43 SPECIAL                                  | 2016年12月11日 |
| ○    | RYOTA    | 3分2R終了 判定2-1                    | THE OUTSIDER 40                                          | 2016年5月29日  |
| ○    | 金子翔太 | 3分2R終了 判定3-0                    | THE OUTSIDER 36                                          | 2015年7月19日  |
| ×    | 朝倉海   | 1R 1:18 TKO（パンチ）                | THE OUTSIDER 33                                          | 2014年12月7日  |
| ○    | 宮城崇   | 3分2R終了 判定2-1                    | THE OUTSIDER 33                                          | 2014年12月7日  |
| ○    | 大城剛   | 3分2R終了 判定2-1                    | THE OUTSIDER 32                                          | 2014年9月7日   |